# 3314 Beals
3314 Beals eller 1981 FH är en asteroid i huvudbältet som upptäcktes den 30 mars 1981 av den amerikanske astronomen Edward L.G. Bowell vid Anderson Mesa Station. Den är uppkallad efter den kanadensiske astronomen Carlyle Smith Beals.
Asteroiden har en diameter på ungefär 6 kilometer.